# 保羅·許瑞德
保羅·喬瑟夫·許瑞德（英語：Paul Joseph Schrader，/ˈʃreɪdər/，1946年7月22日—），美國男編劇、導演、影評人和演員。他時常與導演馬丁·史柯西斯合作，如電影《計程車司機》（1976年）、《蠻牛》（1980年）、《基督的最後誘惑》（1988年）與《穿梭鬼門關》（1999年）。而他也執導了多部電影，如他的導演處女作《藍領階級》（1978年），其他作品包括《赤裸追凶》（1979年）、《美國舞男》（1980年）、《豹人》（1982年）和《迷幻人生》（1992年）。其兄莱纳德·施拉德也是編劇和導演，兩人合作過數部作品。

## 早期生活
許瑞德出生於大急流城，他是Joan（娘家姓Fisher）和Charles A. Schrader的兒子。家族有著荷蘭血統。因他的家庭信奉於加爾文主義的北美基督教改革教會，所以其宗教式的家庭教育相當嚴格。年少時兩兄弟皆未看過電影，保羅直到17歲時偷偷離家出走才得以看到電影。在一次採訪中，許瑞德說，《飛天老爺車》是他看到的第一部電影。而《鄉間野趣》則是讓自己造成有些影響的電影。

## 作品列表
- 1974年：《高手》（The Yakuza；編劇）
- 1976年：
  - 《計程車司機》（Taxi Driver；編劇）
  - 《迷情記（英语：Obsession (1976 film)）》（Obsession；編劇）
- 1977年：《終極雷霆彈》（Rolling Thunder；編劇）
- 1978年：《藍領階級（英语：Blue Collar (film)）》（Blue Collar；導演，編劇）
- 1979年：
  - 《赤裸追凶（英语：Hardcore (1979 film)）》（Hardcore；導演，編劇）
  - 《老男友們》（Old Boyfriends；編劇）
- 1980年：
  - 《美國舞男》（American Gigolo；導演，編劇）
  - 《蠻牛》（Raging Bull；編劇）
- 1982年：《豹人（英语：Cat People (1982 film)）》（Cat People；導演）
- 1985年：《三島由紀夫：人間四幕》（Mishima: A Life in Four Chapters；導演，編劇）
- 1986年：《蚊子海岸》（The Mosquito Coast；編劇）
- 1987年：《登龍有術》（Light of Day；導演，編劇）
- 1988年：
  - 《紅色八爪女（英语：Patty Hearst (film)）》（Patty Hearst；導演）
  - 《基督的最後誘惑》（The Last Temptation of Christ；編劇）
- 1990年：《迷情殺機（英语：The Comfort of Strangers (film)）》（The Comfort of Strangers；導演）
- 1992年：《迷幻人生》（Light Sleeper；導演，編劇）
- 1994年：《女巫狩獵（英语：Witch Hunt (1994 film)）》（Witch Hunt；電視電影；導演）
- 1996年：《檔案風暴（英语：City Hall (film)）》（City Hall；編劇）
- 1997年：
  - 《初戀無限（英语：Touch (1997 film)）》（Touch；導演，編劇）
  - 《苦難（英语：Affliction (film)）》（Affliction；導演，編劇）
- 1999年：
  - 《癡情狂愛》（Forever Mine；導演，編劇）
  - 《穿梭鬼門關》（Bringing Out the Dead；編劇）
- 2002年：《自動對焦》（Auto Focus；導演）
- 2005年：《大法師前傳之保羅許瑞德導演版》（Dominion: Prequel to the Exorcist；導演）
- 2007年：《遊走者》（The Walker；導演，編劇）
- 2008年：《甦醒的亞當》（Adam Resurrected；導演）
- 2013年：《極限情慾（英语：The Canyons (film)）》（The Canyons；導演）
- 2014年：《微光復仇（英语：Dying of the Light (film)）》（Dying of the Light導演，編劇）
- 2016年：《狗咬狗》（Dog Eat Dog；導演，編劇，演員）
- 2017年：《牧師的最後誘惑》（First Reformed；導演，編劇）
- 2021年：《算牌手》（The Card Counter；導演，編劇）
- 2022年：
  - 《終極聖徒》（There Are No Saints；編劇）
  - 《園藝大師（英语：Master Gardener (film)）》（Master Gardener；導演，編劇）
- 2024年：《噢，加拿大》（Oh, Canada；導演，編劇）

## 外部連結
- Paul Schrader's website （页面存档备份，存于）
- 保羅·許瑞德在互联网电影资料库（IMDb）上的資料（英文）
- Interview with Schrader from 1998 on 'Bringing Out the Dead' and his writing techniques by Mikael Colville-Andersen.
- YouTube上的Video of interview with Paul Schrader about Robert Bresson
- A collection of his film criticism （页面存档备份，存于）
- Eight Scenes From the Life of Hank Williams （页面存档备份，存于） (Unproduced Script)